# Osmia andrenoides
Osmia andrenoides är en biart som beskrevs av Maximilian Spinola 1808. Osmia andrenoides ingår i släktet murarbin, och familjen buksamlarbin. Inga underarter finns listade i Catalogue of Life.